# Формула-1 — Гран-прі Емілії-Романьї 2023
Гран-прі Емілії-Романьї 2023 року (офіційно — Formula 1 Qatar Airways Gran Premio del Made in Italy e dell'Emilia-Romagna 2023)  — скасовані автоперегони чемпіонату світу з Формули-1, що були заплановані на 21 травня 2023 року. Гонка мала бути проведена на автодромі Енцо та Діно Феррарі у Імолі (регіон Емілія-Романья, Італія). Це Гран-прі мало стати шостим етапом чемпіонату світу і четвертим Гран-прі Емілії-Романьї в історії. 17 травня керівництво Формули-1 оголосило про скасування гонки через раптові повені в регіоні. Це перше скасоване Гран-прі після Гран-прі Австралії 2020 року, яке було скасовано через вплив пандемії COVID-19.

## Розклад (UTC+3)
| Дата           | Подія           | Час           |
| -------------- | --------------- | ------------- |
| 19 травня 2023 | Вільний заїзд 1 | 14:30 - 15:30 |
| 19 травня 2023 | Вільний заїзд 2 | 18:00 - 19:00 |
| 20 травня 2023 | Вільний заїзд 3 | 13:30 - 14:30 |
| 20 травня 2023 | Кваліфікація    | 17:00 - 18:00 |
| 21 травня 2023 | Гонка           | 16:00         |
| Джерело:       |                 |               |

## Шини
Під час Гран-прі було заплановано використовувати 3 типи шин Pirelli: hard (C3), medium (C4) і soft (C5). У випадку дощу можна буде використовувати шини intermediate та wet.
| Hard (C3) | Medium (C4) | Soft (C5) | Intermediate | Wet |
| --------- | ----------- | --------- | ------------ | --- |

## Положення у чемпіонаті перед гонкою
| Місце    | Пілот               | Очки |
| -------- | ------------------- | ---- |
| 1        | Макс Ферстаппен     | 119  |
| 2        | Серхіо Перес        | 105  |
| 3        | Фернандо Алонсо     | 75   |
| 4        | Льюїс Гамільтон     | 56   |
| 5        | Карлос Сайнс (мол.) | 44   |
| Джерело: |                     |      |

| Місце    | Конструктор             | Очки |
| -------- | ----------------------- | ---- |
| 1        | Ред Булл - RBPT         | 224  |
| 2        | Астон Мартін - Мерседес | 102  |
| 3        | Мерседес                | 96   |
| 4        | Феррарі                 | 78   |
| 5        | Макларен - Мерседес     | 14   |
| Джерело: |                         |      |

## Скасування гонки
Напередодні вихідних італійський Protezione Civile оголосив червоне попередження про погоду для регіону Емілія-Романья, де будуть проходити гонки; регіон постраждав від сильних дощів, що призвело до повеней і зсувів. 16 травня 2023 року весь персонал Формули-1 отримав вказівку залишити паддок, посилаючись на запобіжні заходи, після того, як було повідомлено про підвищення рівня води в сусідній річці Сантерно. Через сильний дощ, який спостерігався протягом тижня перед гонкою та після кількох чуток напередодні, міністерство Італії закликало перенести гонку. Пізніше було помічено, що частини траси були затоплені після оголошення про скасування.
Зрештою, гонка не відбулася за розкладом; в офіційній заяві Формули-1 зазначено, що рішення було прийнято, оскільки неможливо було провести захід, враховуючи безпеку вболівальників, команд та іншого персоналу, а також щоб полегшити навантаження на місцеві екстрені служби, оскільки на них уже чинився тиск через пошкодження шторму. Хоча в оголошенні не виключається можливість проведення заходу пізніше в цьому році, це вважається малоймовірним через відсутність логістично життєздатних слотів у календарі.